# 더 슈퍼 마리오 브라더스 슈퍼 쇼
《더 슈퍼 마리오 브라더스 슈퍼 쇼》(The Super Mario Bros. Super Show!)는 신디케이션 편성으로 방영된 미국의 실사 및 애니메이션 텔레비전 프로그램이다. 1989년 9월 4일부터 12월 1일까지 총 65화로 방영됐다. 닌텐도가 제작한 비디오 게임 《슈퍼 마리오 브라더스》와 《슈퍼 마리오 브라더스 2》에 기반했다. 애니메이션은 세영동화가 작화를 담당했다.
각 화는 실사 매체와 애니메이션으로 구성됐다. 실사 구간에서는 WWE 명예의 전당 레슬러 루 알바노가 마리오역, 대니 웰즈가 루이지역, 그리고 특별출연자가 등장한다. 나머지 분량에선 월요일부터 목요일까지는 《슈퍼 마리오 브라더스》 애니메이션에 할애하며 알바노와 웰즈가 각자 역으로 연기한다. 금요일 화에서는 닌텐도의 《젤다의 전설》 비디오 게임 시리즈에 기반한 애니메이션이 방영됐다.
후속 애니메이션으로 1990년 《디 어드벤처스 오브 슈퍼 마리오 브라더스 3》, 1991년 《슈퍼 마리오 월드 (애니메이션)》가 방영됐다.

## 반응

### 평론
방영 당시 《더 슈퍼 마리오 브라더스 슈퍼 쇼》는 평론으로부터 복합적인 평가를 받았다. 1989년 9월 첫 화 방영 당시 USA 투데이의 마이크 휴즈는 프로그램에 대해 "놀라울 정도의 실망"이라 거론하며 재치를 찾아볼 수 없고 슬랩스틱에 지나치게 의존한다고 말했다. IGN의 마크 보존은 DVD판의 후향적 평가에서 《슈퍼 쇼》를 "닌텐도의 많은 수치들 중에서도 가장 최악"이라 지칭했으나 애니메이션들에 대해선 "흥미롭다고 회상한다"고 발언했다. 보존은 DVD판에 대해서 10점 만점에 5점, 프로그램 자체에 대해선 10점 만점에 7점을 부여했다. 커먼 센스 미디어는 프로그램에 별점 5개 만점에 1개를 부여하며 이탈리아인에 대한 선입견 때문에 현대에서 좋게 볼 수 없다는 평을 남겼다.